# 5132 Maynard
5132 Maynard è un asteroide della fascia principale. Scoperto nel 1990, presenta un'orbita caratterizzata da un semiasse maggiore pari a 2,6732013 UA e da un'eccentricità di 0,1164558, inclinata di 11,34806° rispetto all'eclittica.